# ジェフ・ボスティック

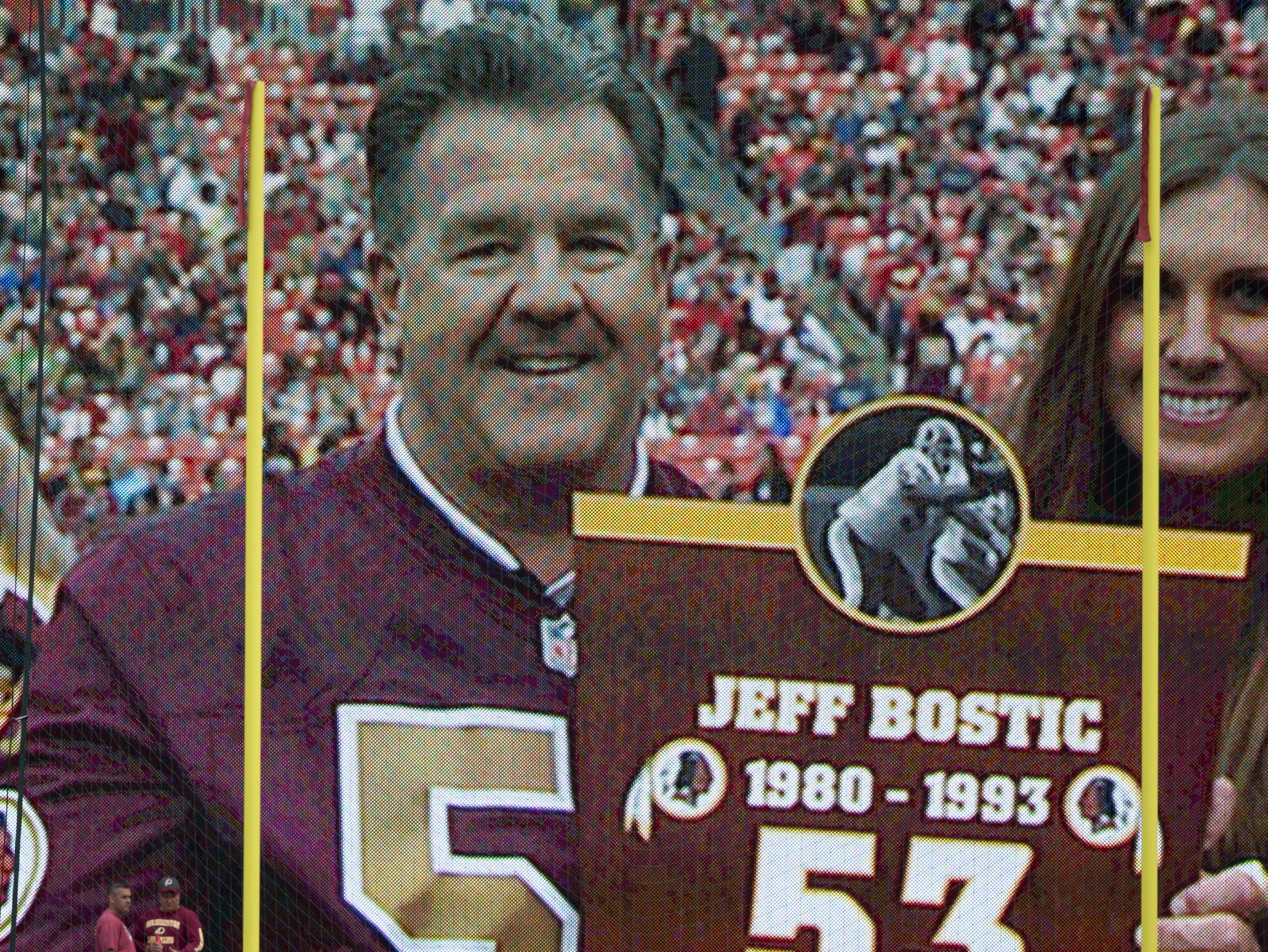
ジェフ・ボスティック

ジェフ・ボスティック（Jeff Lynn Bostic 1958年9月18日- ）はノースカロライナ州グリーンズボロ出身の元アメリカンフットボール選手。NFLのワシントン・レッドスキンズでオフェンスラインマンとして活躍した。
クレムゾン大学に進学、1979年にはアトランティック・コースト・カンファレンスのオールスター選手に選ばれた。1980年に大学を卒業、1996年には大学の20世紀を代表する選手に選ばれ1997年にはクレムゾン大学の殿堂入りを果たした。また1999年にはサウスカロライナ州のアスリートの殿堂入りも果たしている。
1980年にNFLのワシントン・レッドスキンズに入団、第17回スーパーボウル、第22回スーパーボウル優勝を支えた。クレムゾン大学出身者としては唯一スーパーボウルに3回出場した選手である。レッドスキンズの70年の歴史上偉大な選手の1人に選ばれている。
ラス・グリム、マーク・メイ、ジョー・ジャコビー、ジョージ・スタークなどによるホグスの一員である。
兄のジョー・ボスティックもセントルイス・カージナルスのガードとしてプレイしている。